# The B-52’s
A The B-52s (2008 előtt The B-52's) amerikai új hullámos (new wave)/rock együttes.

## Története
1976-ban alakultak meg a georgiai Athensben. Mielőtt The B-52's volt a nevük, előtte számításba vették a "Tina-Trons" és a "Fellini's Children" neveket, de végül The B-52s lett a nevük. Nevük onnan származik, hogy Kate és Cindy korábban beehive ("kaptár") stílusú hajat viseltek. Ezt a hajstílust gyakran B-52-nak nevezik, mert hasonlít az ugyanilyen nevű repülőgép orrára. Alapító tagjai, Fred Schneider (ének, ütős hangszerek), Kate Pierson (ének, billentyűk), Cindy Wilson (ének, billentyűk), Ricky Wilson (gitár) és Keith Strickland (dob, gitár, billentyűk) egy kínai étteremben találkoztak. Ricky Wilson 1985-ben elhunyt. Pályafutásuk alatt 7 nagylemezt jelentettek meg. 
A B-52's a világ egyik leghíresebb új hullámos zenekarának számít. Leghíresebb számaik a Rock Lobster, illetve a Love Shack. A The B-52's felelt a népszerű nickelodeonos rajzfilmsorozat, a Rocko főcímdaláért is.

## Tagok
- Fred Schneider – ének (1976–napjainkig)
- Kate Pierson – ének (1976–napjainkig), billentyűs hangszerek (1976–1988)
- Cindy Wilson – ének (1976–1990, 1996–napjainkig)
- Keith Strickland – gitár, dob (1976–napjainkig)

Volt tagok
- Ricky Wilson – gitár, basszusgitár, billentyűk, ének (1976–1985; 1985-ben elhunyt)

## Diszkográfia
- The B-52's (1979)
- Wild Planet (1980)
- Whammy! (1981)
- Mesopotamia EP (1982)
- Bouncing Off the Satellites (1986)
- Cosmic Thing (1989)
- Good Stuff (1992)
- Funplex (2008)